# Guvernul Iuliu Maniu (3)
Guvernul Iuliu Maniu (3) a fost un consiliu de miniștri care a guvernat România în perioada 20 octombrie 1932 - 13 ianuarie 1933.

## Componența
- Președintele Consiliului de Miniștri

Iuliu Maniu (20 octombrie 1932 - 13 ianuarie 1933)
- Vicepreședinte al Consiliului de Miniștri (fără portofoliu)

George G. Mironescu (20 octombrie 1932 - 13 ianuarie 1933)
- Ministrul de interne

Ion Mihalache (20 octombrie 1932 - 13 ianuarie 1933)
- Ministrul de externe

Nicolae Titulescu (20 octombrie 1932 - 13 ianuarie 1933)
- Ministrul finanțelor

Virgil Madgearu (20 octombrie 1932 - 13 ianuarie 1933)
- Ministrul justiției

Mihai Popovici (20 octombrie 1932 - 13 ianuarie 1933)
- Ministrul instrucțiunii publice, cultelor și artelor

Dimitrie Gusti (20 octombrie 1932 - 13 ianuarie 1933)
- Ministrul apărării naționale

General Nicolae Samsonovici (20 octombrie 1932 - 13 ianuarie 1933)
- Ministrul agriculturii și domeniilor

Voicu Nițescu (20 octombrie 1932 - 13 ianuarie 1933)
- Ministrul industriei și comerțului

Ion Lugoșianu (20 octombrie 1932 - 13 ianuarie 1933)
- Ministrul muncii, sănătății și ocrotirii sociale

D. R. Ioanițescu (20 octombrie 1932 - 13 ianuarie 1933)
- Ministrul lucrărilor publice și comunicațiilor

Eduart Mirto (20 octombrie 1932 - 13 ianuarie 1933)
- Ministru de stat

Pantelimon Halippa (20 octombrie 1932 - 13 ianuarie 1933)
- Ministru de stat

Teofil Sauciuc-Săveanu (20 octombrie 1932 - 13 ianuarie 1933)
- Ministru de stat

Gheorghe Crișan (20 octombrie 1932 - 13 ianuarie 1933)

## Sursa
- Stelian Neagoe - "Istoria guvernelor României de la începuturi - 1859 până în zilele noastre - 1995" (Ed. Machiavelli, București, 1995)

| Precedat(ă) de: Guvernul Alexandru Vaida-Voievod (3) | Guvernul Iuliu Maniu (3) 20 octombrie 1932 - 13 ianuarie 1933 | Succedat(ă) de: Guvernul Alexandru Vaida-Voievod (4) |